# Piper huacachianum
Piper huacachianum är en pepparväxtart som beskrevs av William Trelease. Piper huacachianum ingår i släktet Piper och familjen pepparväxter. Inga underarter finns listade i Catalogue of Life.